# Teminius monticola
Teminius monticola là một loài nhện trong họ Miturgidae.
Loài này thuộc chi Teminius. Teminius monticola được Elizabeth Bangs Bryant miêu tả năm 1948.